# Preferencias homotéticas
En teoría del consumidor, las preferencias de un consumidor son homotéticas si pueden ser representados a través de una función de utilidad homogénea de grado 1.: 146  Por ejemplo, en a economía con dos bienes.
En matemáticas, una función homotética es una transformación monótona de una función que es homogénea. Sin embargo como las funciones de utilidad cardinal son solo definidas por una transformación monótona hay poca distinción entre ambos conceptos en teoría el consumidor.: 147 
En un modelo donde los consumidores son competitivos y optimizan sus funciones de utilidad homotéticas sujetos a una restricción presupuestaria, las proporciones de bienes demandados por los consumidores dependerán sólo en precios relativos y no en el ingreso o la escala. Esto se traduce en un camino de expansión lineal en el ingreso: la pendiente de curvas de indiferencia es constante a lo largo de los curvas que empiezan en el origen.: 482 Dicho esto, la curva de Engel para cada bien será lineal.
Además, la función de utilidad indirecta puede ser escrita como función lineal de la riqueza.
Lo que constituye un caso especial de la forma polar de Gorman. Entonces, si todos los consumidores tienen preferencias homotéticas (con el mismo coeficiente en el parámetro de riqueza), la demanda agregada puede ser calculada considerando un consumidor «representativo solo» quién tiene las mismas preferencias y los mismos ingresos que el conjunto de todos los consumidores.: 152–154 

## Ejemplos
Funciones de utilidad que tienen elasticidad constante de sustitución (CES) son homotéticas. Pueden ser representados por una función de utilidad como.
Esta función es homogénea de grado 1.
Utilidades lineales, utilidades de Leontief y utilidades de tipo Cobb-Douglas son casos especiales de funciones CES y son también homotéticas.
Por otro lado, las utilidades cuasilineales son, en general, no homotéticos. Por ejemplo, la función.

## Preferencias homotéticas intratemporales y intertemporales
Intratemporalmente Las preferencias homotéticas implican que, en el mismo periodo de tiempo, los consumidores con ingresos diferentes pero que enfrentan los mismos precios reclamarán bienes en las mismas proporciones.
Intertemporalmente Las preferencias homotéticas implican que, a través de periodos de tiempo, los tomadores de decisión ricos y pobres son igualmente aversos a fluctuaciones proporcionales en consumo.
Modelos de macroeconomía modernos y finanzas públicas a menudo suponen una aversión al riesgo relativo constante para dentro del período (también llamada utilidad isoelástica). La razón es que, en combinación con la aditividad temporal, esto da preferencias homotéticas intertemporales y esta homoteticidad intertemporal es considerada de comodidad analítica considerable (por ejemplo, permite considerar el análisis de estados estacionarios en modelos de crecimiento). Estas suposiciones implican que la elasticidad de sustitución intertemporal, y su inversa, el coeficiente de aversión al riesgo, es constante. Esto puede tener implicaciones significativas, por ejemplo cuándo se evalúan los costes de ciclos empresariales o se evaúa un cambio de política en un modelo de equilibrio general dinámico con agentes heterogéneos.